# Бен-Исраэль, Рут
Рут Бен-Исраэль (ивр. רות בן-ישראל‎, в девичестве Неэман, נאמן‎; 5 марта 1931, Порт-Саид, Египет — 1 февраля 2020) — израильская учёная-правовед, специализировавшаяся в области трудового права, социального страхования и прав женщин, соавтор законов о минимальной заработной плате и равенстве возможностей. Профессор и декан юридического факультета Тель-Авивского университета, лауреат Премии Израиля (2001).

## Биография
Рут Неэман родилась в еврейской семье с богатой историей. Одним из её предков был Израиль Бак, лидер еврейской общины Старого города Иерусалима в середине XIX века. Родители её отца, Абба и Сара Неэман, входили в число основателей Тель-Авива, а по материнской линии она происходила от Зераха и Йохевед Мошели, основателей еврейского квартала Неве-Цедек в Яффе. Старшим братом Рут был будущий учёный и политик, лауреат Премии Израиля Юваль Неэман.
Родилась в 1931 году в Порт-Саиде (Египет). Семья вернулась в Подмандатную Палестину в 1935 году. Рут выросла в Тель-Авиве, где окончила гимназию «Герцлия». В 1950—1952 годах служила в Армии обороны Израиля, последовательно окончила курс командиров отделений и офицерские курсы, занимала командные должности вначале на тренировочной базе женских войск, а затем в ВМС Израиля как ответственная за женские кадры и заместительница командующего базой «Стелла Марис».
По окончании службы отправилась во Францию, училась в Сорбонне (получив диплом по французскому языку и культуре) и школе прикладного искусства в Париже, где до 1954 года изучала дизайн. Вернувшись в Израиль, продолжала заниматься дизайном и в конце 1950-х годов открыла фабрику «Ха-Мешакем», выпускавшую ковры в персидском стиле и ткани с йеменскими традиционными вышивками. В 1955 году вышла замуж за юриста Гидона Бен-Исраэля и родила ему двух дочерей — Марит и Савьон. В 1955—1970 году семья Бен-Исраэль проживала в Беэр-Шеве, а в 1971 году переехала в Еврейский квартал Старого города Иерусалима, поселившись в первом доме, построенном в этом квартале после Шестидневной войны.
Гидон Бен-Исраэль был высокопоставленным функционером Гистадрута (Всеобщей федерации профсоюзов Израиля) и занимался вопросами трудовых конфликтов членов профсоюза. Это определило направление дальнейшей профессиональной карьеры его жены. Когда Гидон в 1959 году был избран депутатом кнессета, Рут с целью сохранить его адвокатскую практику поступила в Еврейский университет в Иерусалиме на юридический факультет, выбрав трудовое право как область специализации. Она окончила первую степень в 1967 (тогда же получив адвокатскую лицензию), вторую в 1971 и докторат в 1975 году. Её научным руководителем был будущий юридический советник правительства и судья Верховного суда Ицхак Замир, а темой диссертации — «Коллективный договор в Израиле как норма права».
По окончании учёбы Рут Бен-Исраэль присоединилась к преподавательскому составу юридического факультета Тель-Авивского университета, где вела курсы по трудовому праву, социальному страхованию и равноправию на рабочем месте. В 1986 году она стала штатным профессором, в 1989 году возглавила кафедру трудового права, в 1990—1991 годах была деканом факультета, а с 2000 года — профессором-эмеритом. Помимо работы в Тель-Авивском университете, в 1983 году была приглашённым лектором в школе права Нью-Йоркского университета.
В 1985—1995 годах Бен-Исраэль входила в президиум Международного общества по трудовому праву и социальному страхованию (в 1997—2000 годах вице-президент этой организации), а в 1992—1998 годах в правление Международной ассоциаци по производственным отношениям. На протяжении восьми лет (с 1986 по 1994 год) на добровольной основе была консультантом комиссии кнессета по труду и благосостоянию, а позже — комиссии кнессета по поддержке статуса женщины. С 1993 по 1996 год возглавляла правительственную комиссию по условиям труда и интеграции женщин на государственной службе. В рамках реализации этой комиссии в Комиссариате государственной службы был создан отдел, занимающийся вопросами продвижения по службе и интеграции женщин-госслужащих (ныне отдел полового равенства). В 1993—1995 году Бен-Исраэль была также специальным советником министра труда и социального обеспечения.
Завершила активную преподавательскую работу в 2000 году. В 2005 году окончила юридическую карьеру и сосредоточилась на занятиях искусством, опубликовав несколько книг и участвуя в выставках иллюстраторов. В то же время продолжала высказываться на темы своей специализации как юриста, в том числе с критикой «антисоциальной» политики правительства. В частности, критиковала в 2013 году проект правительства Нетаньяху о ликвидации в Израиле судов по трудовым конфликтам. В интервью называла себя сторонницей государства всеобщего благосостояния. Скончалась в феврале 2020 года, пережив мужа, умершего в 2014 году.

## Наследие
За годы академической карьеры Рут Бен-Исраэль издала в Израиле и за рубежом более полутора десятков книг и десятки научных статей. В Израиле её книги стали основными университетскими учебниками по трудовому праву В 1978 году она стала автором тома, посвящённого израильскому трудовому законодательству, в многотомном издании International Encyclopaedia for Labor Law and Industrial Relations. Среди других её трудов:
- Новое измерение в коллективном договоре (ивр. מימד חדש להסכם קיבוצי‎, Иерусалим, 1976)
- International Labour Standards: The Case of Freedom to Strike (Deventer: Kluwer, 1988)
- Strikes, Lockouts and Other Kinds of Hostile Actions (International Encyclopedia of Comparative Law, part 15, 1997)

С 1988 по 2000 год выступала в качестве главного редактора израильского ежегодника «Трудовое право» (ивр. משפט העבודה‎).
Помимо вклада в теорию права, Рут Бен-Исраэль непосредственно участвовала в формировании израильского законодательства. Как консультант комиссий кнессета она была соавтором законов о минимальной заработной плате и равенстве возможностей, а позже — законов в области защиты от сексуального домогательства и поправок в законе о правах женщин. В качестве представителя общественности в национальном суде по трудовым конфликтам Бен-Исраэль участвовала в координационном комитете комиссии Намир по правам женщины, а также возглавляла рабочую группы по статусу женщины в трудовом праве и вопросах социального страхования в составе той же комиссии.

## Признание заслуг
В 1988 году Рут Бен-Исраэль стала лауреатом премии имени Бар-Нива в области трудового права, а в 2000 году — премии имени Минкова за выдающиеся успехи в области юруспруденции. В 2001 году ей была присуждена Премия Израиля в области правоведения. В своих аргументах члены комиссии по присуждению премии Ицхак Замир, Синай Дойч и Рут Лапидот указывали на академический вклад Рут Бен-Исраэль в науку в виде книг и десятков научных статей, в которых глубокие знания правовых норм и юридических тонкостей сочетаются с активной социальной позицией и пониманием общественных проблем, которые призвана разрешать юриспруденция. Члены жюри особо выделили книгу Бен-Исраэль о коллективном договоре, её труды по праву на забастовку в Израиле и мире и трёхомную монографию о равенстве прав и недопустимости дискриминации при трудоустройстве. Отмечаются также её работа в национальном суде по трудовым конфликтам, усилия по консультированию органов власти и достижения возглавлявшихся ею комиссий по разработке трудового кодекса, правам женщины и интеграции женщин на государственной службе. Рут Бен-Исраэль стала третьим в семье лауреатом Премии Израиля после своего брата Юваля Неэмана (1969) и двоюродного брата Хаима Харари (1989). В том же году она была также удостоена премии женщине-юристу Ассоциации адвокатов Израиля.